# Conus fulmen
Espèce
Statut de conservation UICN

 LC  : Préoccupation mineure
Conus fulmen est une espèce de mollusques gastéropodes marins de la famille des Conidae.
Comme toutes les espèces du genre Conus, ces escargots sont prédateurs et venimeux. Ils sont capables de « piquer » les humains et doivent donc être manipulés avec précaution, voire pas du tout.

## Description
La taille d'une coquille adulte varie entre 45 mm et 80 mm.
La coquille est quelque peu ovale allongée, lisse et légèrement striée vers la base. La couleur de la coquille est rose-pourpre pâle, blanc autour du milieu ; marqué longitudinalement de deux ou trois stries très proéminentes, larges et ondulées, de couleur brun-violet. La spire est convexe, panachée avec du brun pourpre. L'apex est teinté de rose. 

## Distribution
Cette espèce marine est présente au large du Vietnam et au sud du Japon jusqu'aux Ryukyus.

### Niveau de risque d’extinction de l’espèce
Selon l'analyse de l'UICN réalisée en 2011 pour la définition du niveau de risque d'extinction, cette espèce est présente du Japon à Taiwan. Elle a également été enregistrée à Palawan aux Philippines, où cette sous-espèce est commune. Il n'y a pas de menaces connues pour cette espèce. Elle n'est pas en danger immédiat, mais elle bénéficierait de recherches supplémentaires. Cette espèce est classée dans la catégorie " préoccupation mineure ".

## Taxonomie

### Publication originale
L'espèce Conus fulmen a été décrite pour la première fois en 1843 par l'éditeur et naturaliste britannique Lovell Augustus Reeve (1814-1865) dans la publication intitulée « Conchologia Iconica, or, illustrations of the shells of molluscous animals »,.

### Synonymes
- Chelyconus fulmen (Reeve, 1843) · non accepté
- Chelyconus fulmen kirai Kuroda, 1956 · non accepté
- Conus (Chelyconus) wistaria Shikama, 1970 · non accepté
- Conus (Pionoconus) fulmen Reeve, 1843 · appellation alternative
- Conus modestus G. B. Sowerby I, 1833 · non accepté
- Conus wistaria Shikama, 1970 · non accepté
- Pionoconus fulmen (Reeve, 1843) · non accepté

## Identifiants taxonomiques
Chaque taxon catalogué par les bases de données biologiques et taxonomiques possède un identifiant qui permet d'établir un point de référence. Les identifiants de Conus fulmen dans les principales bases sont les suivants :
CoL : 5ZXQY - GBIF : 5795844 - iNaturalist : 431980 - IRMNG : 10886531 - TAXREF : 155502 - UICN : 192835 - WoRMS : 428129 - ZOBODAT : 95140